# Connie (The Walking Dead)
Connie es un personaje de ficción en la serie de cómics The Walking Dead y la serie de televisión del mismo nombre, donde es interpretada por Lauren Ridloff. En ambos universos, Connie es parte de un pequeño grupo de sobrevivientes itinerantes que es liderado por Magna, y es el primer personaje sordo en todo el universo de "The Walking Dead", la actriz que la interpreta (Ridloff) es sorda en la vida real.

## Apariciones

### Cómic
Connie es parte de un grupo de sobrevivientes de Richmond que se une a la zona segura de Alexandria dos años después de la caída de Negan y los Salvadores. Al comienzo del apocalipsis, Connie es uno de los muchos sobrevivientes que llegan a un hogar de ancianos cerca de Washington D. C. Mientras se movían por el lado este de Washington, una enorme manada de caminantes que estaba siendo enrutada por Jesús y otros residentes de Alexandría tomaron por sorpresa al grupo de Magna, haciendo que perdieran su tráiler y otras pertenencias, así como a uno de sus miembros. 
Después de ser rescatados y llevados a Alexandría, Rick y Andrea entrevistaron a Connie y su grupo para permitirles quedarse, y aunque al principio se sintieron cómodos con la comunidad, pronto comenzaron a desconfiar de la vida idílica que llevaban. Cuando Rick está ausente en Alexandría, Connie y el grupo descubren una prisión. Encuentran a Negan, quien les dice que Rick y su gente son animales que lo torturan y les ruega que lo liberen, pero Magna se negó porque sabía que Negan estaba mintiendo.
Durante la guerra contra los Susurradores, como Magna, Connie era un miembro muy importante de la milicia, ayudándolos a ganar la guerra contra los Susurradores.

### Series de televisión

#### Temporada 9
Connie aparece por primera vez en "What Comes After" mientras escapa de una manada de caminantes. Connie, como el resto de su grupo, se defendió de los caminantes mientras intentaba escapar, aunque terminaron siendo rodeados por ellos y posteriormente rescatados por una persona desconocida. Caminando por el bosque, Connie y su grupo fueron al bosque y descubrieron a una niña que los había rescatado; Más tarde se presentó como Judith Grimes.
En "Who Are You Now?", Después de conocer al resto del grupo de Judith y ser llevada a su comunidad, la llegada de Connie y su grupo no fue bien recibida por Michonne, quien le recordó a Aaron que no tenía derecho a permitir que otros grupos ingresen a Alexandría, pero finalmente aceptó a regañadientes que el destino de los recién llegados en la comunidad sería decidido por el consejo. Dentro de la iglesia del padre Gabriel, Connie y su grupo fueron interrogados con preguntas sobre su profesión antes de que comenzara el brote y las cosas que hicieron para sobrevivir y a pesar de haber dado buenas impresiones a los miembros del consejo con sus respuestas, la historia contada por Magna cuestionó a Michonne, quien mostró que la mujer había pasado mucho tiempo en prisión por los tatuajes que tenía en la mano y si no era suficiente, la forzó para entregar el cuchillo que había escondido en su cinturón. Luego, el consejo decidió que los recién llegados podrán permanecer en la comunidad durante una noche para descansar y salir al día siguiente y mientras se instalaron en su hogar temporal, Connie criticó la forma de pensar de Magna sobre sus invitados y se opuso firmemente a su plan de tomar todos los suministros de la comunidad antes de partir. Al día siguiente, mientras se preparaban para regresar al clima, Connie agradeció a Judith entre los carteles por todo lo que había hecho por su grupo y antes de que pudiera abandonar la comunidad, Michonne llegó justo a tiempo para informar a Connie y su grupo que emprenderían el trabajo. viaje a otro lugar seguro donde se les permitiría vivir.
En "Stradivarius", mientras se dirigían a Hilltop, Connie y el resto de su grupo hicieron una parada en el lugar donde fueron atacados por la manada de caminantes y se aprovecharon del momento de recoger todas sus cosas que habían dejado atrás cuando escaparon de la manada, entre ellas las pertenencias de Bernie, con las que Yumiko intentó convencer a Magna de que se las llevara como recuerdo a su difunto amigo. Cuando Michonne declaró que todas las armas que encontraron del grupo de Magna serían tomadas por su grupo, haciendo que Magna se volviera hostil ya que está en contra de la decisión de la mujer, Yumiko se convirtió en la voz de la razón en medio de la discusión y propuso a todo su grupo aceptar los términos de Michonne en lugar de comenzar una pelea. Después de pasar la noche en una fábrica abandonada y de repente ser emboscada por una manada de caminantes, Connie reclamó sus armas para defenderse y con el uso de su arco, terminó con varios caminantes que se cruzaron en su camino; dirigiéndose a los caballos para escapar de los muertos vivientes y encontrando a un zombificado Bernie entre ellos. De vuelta en la carretera, Connie junto con Yumiko intentan consolar a Magna después de presenciar que su amigo se convirtió en un caminante y también fue consolada por Michonne, quien confesó que entendía el dolor de perder a alguien que consideraba parte de la familia.
En "Evolution", después de llegar a la colonia Hilltop y renunciar a sus armas para entrar, el destino de Connie y su grupo dentro de las paredes fue suspendido por Tara, quien informó a los recién llegados que podrían establecerse en sus instalaciones mientras esperaban la llegada de Jesús para tomar una decisión final sobre si podían quedarse en la comunidad. Mientras discutían el extraño apodo del líder de la comunidad, Connie y su grupo conocieron a Carol, quien se presentó personalmente con el lenguaje de señas.
En "Omega", después de descubrir en el bosque los caballos que pertenecían a Luke y Alden que estaban desaparecidos, Connie y sus amigas se sorprendieron. por varios caminantes que emergieron del bosque y sin otra opción se vieron obligados a regresar a Hilltop por su seguridad, a excepción de Kelly, quien llorando se opuso a la idea y recordó el momento en que Luke los rescató en Coalport y luego fue consolado por su hermana, quien ordenó a Magna y Yumiko que avanzaran sin ellos mientras ayudaban a Kelly a recuperarse. Una vez que llegó a la comunidad, Connie se separó de su hermana cuando fue capturada y escoltada por los guardias, Connie vio la llegada de Alpha y su grupo a las puertas de la comunidad que exigieron que le dieran a su hija. Luego decidió esconderse en el maizal ya que no llegó a tiempo para entrar en la colonia Hilltop.
En "Bounty", escondida en el maizal, Connie observa mientras Alpha señala que aparezcan más Susurradores y casi es vista por un Susurrador hasta que se alejan. Más tarde, Connie observa cómo llega una manada y Alpha le ordena a su gente que los aleje. Luke ve a Connie en los campos de maíz y le hace señas a sus espaldas para que se calle. De repente, el bebé de una Susurradora comienza a llorar, lo que atrae a los caminantes. Alpha se encoge de hombros hacia la madre, lo que indica que debería dejar morir al bebé. Alden y Luke gritan para que no lo hagan, pero Alpha explica que es una selección natural. Luke firma frenéticamente a Connie para que agarre al bebé. Connie sale corriendo del maizal, elimina a los caminantes y rescata al bebe. Los Susurradores a su alrededor desenvainan las cuchillas mientras Connie escapa al campo de maíz. Daryl entra corriendo y mata a los caminantes que la rodean mientras Kelly, Tammy y Earl intervienen para rescatarla. Luego es escoltada dentro de Hilltop. Por la noche, Connie mira pensativa mientras sus compañeros beben y celebran la seguridad de Luke. Un rato después, ella sale y se sienta junto a una mesa para escribir algo. De repente, se da cuenta de que Daryl se está preparando para irse y lo detiene. Él explica que va a buscar a Henry y ella le escribe una nota, alegando que quiere acompañarlo. Daryl acepta a regañadientes y partieron.
En "Guardians", en el bosque, Connie y Daryl buscan a Henry y se dan cuenta de que los Susurradores lo alcanzaron. Matan a algunos caminantes y Daryl le ordena a perro que le devuelva el rayo, pero él se niega. Connie sonríe cuando Daryl lo llama un perro malo. Más tarde, ella y Daryl observan desde algunos arbustos mientras algunos Susurradores ordenan una manada para devorar algunos cadáveres. Por la noche, Connie y Daryl, vestidos de susurradores, atraen a la manada al campamento de los Susurradores. En medio del caos, Connie y Daryl agarran a Henry, quien agarra a Lydia, y juntos escapan.

En "Chokepoint", de vuelta en el bosque, después de su audaz escape de los Susurradores, Daryl culpa a Lydia por meterlos en este lío y dice que no puede volver con ellos a Hilltop. Connie y Henry se niegan a dejarla atrás y huyen con ella en otra dirección. Daryl los sigue a regañadientes. Al amanecer, Connie y Daryl idean un plan para utilizar un edificio de oficinas como un medio para separar a los Susurradores de los caminantes. Lydia le advierte a Daryl que Alpha enviará a Beta, quien es su mejor luchador. "Lo mataremos primero", promete Daryl. Dentro del edificio de oficinas, Connie le revela a Daryl que su grupo usó el edificio para ocultar suministros y discuten sobre cómo deberían proceder después, con Connie diciendo que Lydia debería regresar con ellos porque tienen más que perder que ella. Más tarde, Lydia ve a un grupo de caminantes/susurradores emerger de los arbustos. En el medio del grupo está Beta, que en silencio le indica a su gente que se extienda cuando Daryl le dispara a uno de ellos con su ballesta. Beta y su gente entran y descubren rápidamente una trampa para separarlos de los muertos. Mientras tanto, Daryl hace que Lydia se esconda en un armario mientras los Susurradores se arrastran escaleras arriba. Henry golpea a uno de ellos cuando Connie tira a otro, antes de ir a cazar a los demás. De repente, un Susurrador apuñala a Henry en la pierna, pero luego es abordado por el perro de Daryl. Connie termina cuando Lydia sale y va a ayudar a Henry. Después, Connie saca a la manada con su tirachinas y Daryl les dice a los demás que se dirigen a Alexandría para buscar ayuda de Henry porque está más cerca. Sin embargo, no tiene la intención de quedarse y en cambio seguirán adelante.
En "Scars", Connie llega a Alexandría con Daryl, Henry y Lydia. Desde un puesto de guardia, Michonne le dice a Daryl que es escéptica de Lydia, pero él le asegura que está de su lado. En el interior, Connie le dice a Michonne que le está agradecida por todo. Por la noche, Connie, Daryl, Henry y Lydia se van al Reino. Al día siguiente, Connie, Daryl, Henry y Lydia se encuentran con Michonne y Judith en el bosque y se unen a ellas en su camino hacia el Reino.
En "The Calm Before", Connie y el grupo llegan al Reino cuando comienza la feria. Ella corre hacia su hermana y la abraza, antes de abrazar a todo su grupo. Más tarde, Connie se despide de Yumiko y Magna mientras se preparan para abandonar el Reino para ir a Hilltop y dejar a algunos soldados en caso de un posible ataque. Ella también se despide de Daryl y le promete que cuidará a su perro hasta que regrese. En la feria, Connie se disculpa con Kelly por irse apresuradamente y confiesa que salvó al bebé porque todavía no ha superado un trauma pasado. Más tarde, Connie y Kelly intentan ayudar a Earl a buscar a Tammy en la feria. Al día siguiente, en el Reino, Connie está entre la multitud cuando Siddiq les da la trágica noticia, les dice cuán valientes fueron todos en sus últimos momentos y cómo lo mantuvieron vivo intencionalmente para contar esta misma historia. Él anima a todos a recordar a los caídos.

#### Temporada 10
En "Lines We Cross", han trascurrido varios meses después de la tormenta de nieve, Connie y la Coalición forman una milicia para capacitar a los diversos residentes de las comunidades para que se enfrenten a futuras amenazas. Ella participa en un ejercicio de entrenamiento en la playa de Oceanside. Mientras Ezekiel y Jerry liberan metódicamente a los caminantes de un barco naufragado, Connie y la otra milicia trabajan juntos como una unidad para eliminar la amenaza de los caminantes. Más tarde, Connie ayuda a los residentes de Oceanside a sacar algunas redes de pesca del mar. Kelly le dice a Connie que le preocupa que su pérdida de audición gradual le impida traducir para ella. Connie le asegura que estará bien y que deberían ver su sordera como una superpotencia. De repente, Perro atropella con Daryl detrás de él. Kelly le da a Connie una mirada que sugiere que ella y Daryl están juntos, pero Connie simplemente pone los ojos en blanco. Luego, Connie camina hacia el muelle para llevar a Perro a Daryl con una nota que dice: "Creo que has perdido algo". Él se comunica con ella en ASL. Connie está impresionada y le dice que firma con acento sureño. Cuando Carol llega en un bote, Connie la saluda con un abrazo. Esa noche, Connie y los demás deciden cruzar la frontera de Alpha para apagar el fuego y evitar que queme Oceanside. Descubren los restos del satélite caído y comienzan a combatir el fuego. Algunos usan agua mientras que otros cavan un medio para evitar que el fuego se extienda hasta que llegue la mañana. El grupo se queda sin agua cuando una manada de caminantes se acerca al grupo. De espaldas al fuego, el grupo se prepara para una pelea. Connie y el grupo toman sus formaciones y comienzan a luchar contra la manada. Mientras siguen matando a los caminantes, Daryl arroja un hacha para cortar un árbol y hacer que caiga sobre algunos caminantes. Más tarde, se apaga el fuego y todos se recuperan. Luego ayuda a Eugene a desechar el satélite caído por cualquier parte valiosa.
En "Silence the Whisperers", Connie es alertada por la conmoción de un árbol que cae sobre una casa y una parte de las paredes de Hilltop. Luke se pregunta si los Susurradores son responsables y Connie se queda pensando en eso. Luego ayuda a los otros residentes a rescatar a los heridos atrapados de los escombros. Al día siguiente, los residentes se dan cuenta de que un pequeño rebaño ha llegado fuera de los muros de la comunidad. Connie y un grupo se dirigen afuera para luchar contra ellos. Esa noche, Connie y los otros residentes matan a los caminantes entrantes con la ayuda del convoy de Alexandría cuando la manada invade la comunidad. A la mañana siguiente, Connie abraza a Luke adiós aconsejándole que esté a salvo mientras viaja con el grupo de separación hacia Oceanside y observa cómo salen de la comunidad.
En "What It Always Is", Connie ayuda a servir comida a los residentes al notar que Daryl y Siddiq llegan a la colonia Hilltop. Cuando el grupo de caza regresa, Connie expresa su preocupación por el paradero de Kelly. Oscar informa que ella se ofreció para quedarse atrás y que volvería más tarde. Connie parece preocupada mientras Daryl escucha cerca. Más tarde ese día, Connie y Daryl buscan a Kelly por el bosque. Mientras Connie se preocupa por su hermana, Daryl le cuenta una historia sobre cómo salvó a su hermano Merle de ahogarse durante un viaje de pesca, pero fue castigado por no sacar la cerveza del lago. Se ríen de la historia y se dan la mano. De repente, Perro encuentra los restos de un jabalí. Escuchan un ruido detrás de ellos y encuentran a Magna. Algún tiempo después, el grupo logra encontrar a una exhausta Kelly acostada debajo de un árbol. Mientras le dan agua, Kelly insiste en que Magna le digan a Daryl y Connie sobre los suministros que han estado tomando. Daryl está enojado porque ocultaron los suministros y Connie sugiere que mientan y digan que lo encontraron en el bosque. Cuando el grupo llega más tarde a Hilltop, Connie le informa a Yumiko sobre los eventos recientes. Esa noche, Connie encuentra a Daryl mientras se prepara para regresar a Alexandría y se disculpa por involucrarlo con la mentira de Kelly y Magna. Él dice entender porque son su familia. Luego dice que también lo considera familia y sonríe mientras él se marcha, sin embargo, su sonrisa cae rápidamente.
En "The World Before", Connie es parte del grupo de Hilltop para reunirse con Daryl, Carol y Aaron en el bosque para ir a buscar a la horda siguiendo la información de Gamma. Cuando Daryl le agradece por ayudar, sonríe y saca una nota escrita previamente que dice "cualquier cosa para nosotros". Esa noche, el grupo cruza una de las fronteras del bosque para continuar su misión. Al día siguiente, el grupo llega al lugar de la horda en un claro solo para encontrar que está vacío, por lo que se van a buscar a la desaparecida Lydia. Cuando Carol persigue a Alpha hasta un edificio oscuro, Connie y los demás la siguen al interior. El grupo cae debajo de una cueva en una trampa donde se encuentran rodeados por la mayor parte de la manada.

## Desarrollo y recepción

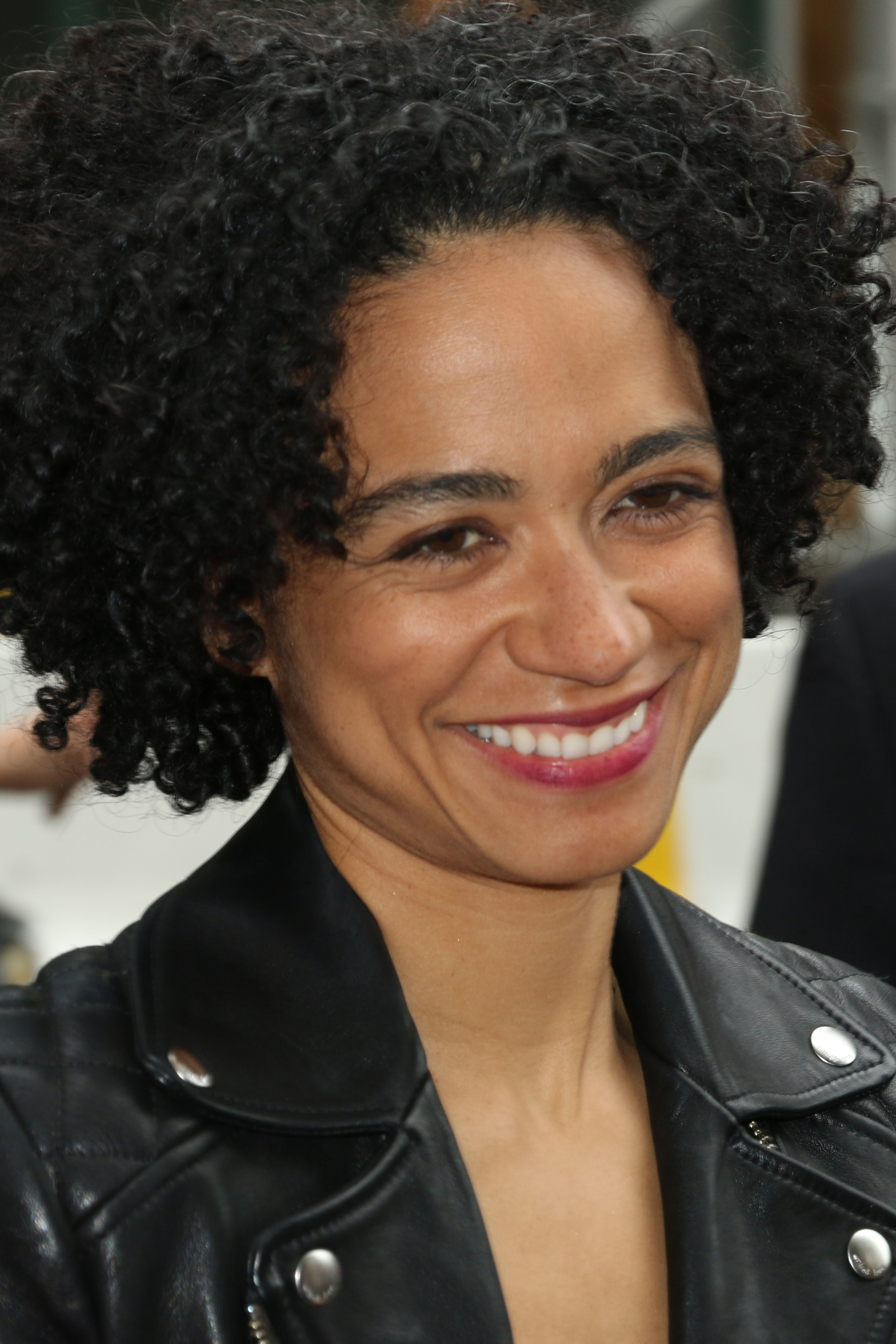
Lauren Ridloff interpreta a Connie

CConnie es retratada por Lauren Ridloff. El personaje entró en el reparto recurrente comenzando con el episodio "What Comes After" de la novena temporada. Sin embargo, Lauren Ridloff fue ascendida al reparto regular a partir de la décima temporada.
Dalton Ross de Entertainment Weekly elogió al personaje de Connie y dijo: "Connie ha sido descrita como 'una hábil sobreviviente hábil al usar sus sentidos para leer personas, situaciones y problemas' '. Su personaje es sordo y usa lenguaje de señas americano (ASL) para comunicarse."
Liam Mathews de TV Guide  elogió el desarrollo del personaje de Connie en el episodio "Omega" y dijo: "Connie demostró rápidamente su valía durante una de las mejores secuencias de acción de la temporada, rescatando a un bebé abandonado y llorando de los caminantes y corriendo a un campo de maíz infestado de zombis. Experimentamos la escena desde el punto de vista de Connie, que agregó una dimensión emocionante a la secuencia, ya que no podíamos escuchar a los zombis a escondidas sobre ella. Era algo que no se podía hacer con un personaje oyente y abrió nuevas posibilidades para los tipos de escenas de acción de Walking Dead, una hazaña impresionante para un espectáculo en nueve temporadas."
La escritora actual de la serie Angela Kang también expresó sus elogios en la escena que rescató al recién nacido de la manada de Susurradores y dijo: "Solo queríamos sentir cuán aterradora es y cuán capaz es, y cuánto le importa, en este momento, salvar a este bebé, que se arriesgaría cuando podría haber retrocedido."
Escribiendo para Fan Fest News, Casey Perriccio elogió a Ridloff y dijo: "Ridloff se convirtió rápidamente en una favorita de los fanáticos en The Walking Dead cuando se unió a la serie en la temporada 9. Como la valiente, amable y valiente Connie, la actuación de Ridloff ha aportado suavidad al espectáculo. Ella es la primera audiencia de personajes sordos que se ha presentado en el universo de The Walking Dead y ha asumido ese papel con calma. Otros proyectos para Ridloff incluyen lugares invitados en series comoLegacies y New Amsterdam. Se une a la estrella de Walking Dead Danai Gurira en el MCU. Gurira apareció por primera vez en "Black Panther" y recientemente en "Avengers: Endgame."